# Puchar Ameryki Północnej w narciarstwie alpejskim mężczyzn 2015/2016
Puchar Ameryki Północnej w narciarstwie alpejskim mężczyzn w sezonie 2015/2016 to 46. edycja tego cyklu. Pierwsze zawody odbyły się 26 listopada 2015 roku w amerykańskim Jackson, a ostatnie rozegrane zostały 20 marca 2016 roku w amerykańskim Vail Resort.
W poprzednim sezonie klasyfikację generalną Pucharu Ameryki Północnej wygrał Amerykanin Michael Ankeny, triumfując ponadto w klasyfikacji slalomu. W klasyfikacji zjazdu triumfował Kanadyjczyk Tyler Werry. Zwycięzcą klasyfikacji giganta został Szwajcar Gino Caviezel. Zwycięzcą klasyfikacji supergiganta zostali dwaj Kanadyjczycy Jeffrey Frisch oraz Broderick Thompson. W klasyfikacji superkombinacji triumfował Amerykanin Erik Arvidsson.
W tym sezonie natomiast, klasyfikację generalną wygrał Kanadyjczyk Erik Read, zwyciężając dodatkowo w klasyfikacji slalomu. W zjeździe najlepszy okazał się Kanadyjczyk Jeffrey Frisch. W klasyfikacji supergiganta i superkombinacji na najwyższym stopniu podium stanął Amerykanin Erik Arvidsson, zaś najlepszym gigancistą okazał się jego rodak Brennan Rubie.

## Podium zawodów
| Lp. | Data              | Miejscowość        | Konkurencja     | 1. Miejsce          | 2. Miejsce                  | 3. Miejsce          |
| --- | ----------------- | ------------------ | --------------- | ------------------- | --------------------------- | ------------------- |
| 1.  | 26 listopada 2015 | Jackson            | Slalom          | Andrea Ballerin     | Espen Lysdahl               | Tim Kelley          |
| 2.  | 27 listopada 2015 | Jackson            | Slalom          | Espen Lysdahl       | Jonathan Nordbotten         | Roberto Nani        |
| 3.  | 30 listopada 2015 | Copper Mountain    | Gigant          | Tommy Ford          | Fritz Dopfer                | Roland Leitinger    |
| 4.  | 1 grudnia 2015    | Copper Mountain    | Gigant          | Tommy Ford          | Aleksander Aamodt Kilde     | Rasmus Windingstad  |
| 5.  | 10 grudnia 2015   | Lake Louise        | Zjazd           | Jeffrey Frisch      | Thomas Biesemeyer           | Andreas Romar       |
| 6.  | 11 grudnia 2015   | Lake Louise        | Zjazd           | Natko Zrnčić-Dim    | Thomas Biesemeyer           | Andreas Romar       |
| 7.  | 11 grudnia 2015   | Lake Louise        | Supergigant     | Odwołano            | Odwołano                    | Odwołano            |
| 8.  | 12 grudnia 2015   | Panorama           | Supergigant     | Tyler Werry         | Erik Arvidsson              | Thomas Biesemeyer   |
| 9.  | 12 grudnia 2015   | Panorama           | Superkombinacja | Erik Read           | Erik Arvidsson              | Tyler Werry         |
| 10. | 14 grudnia 2015   | Panorama           | Gigant          | Erik Read           | Giulio Bosca                | Ryan Cochran-Siegle |
| 11. | 15 grudnia 2015   | Panorama           | Gigant          | Joan Verdú Sánchez  | Morgan Megarry Giulio Bosca | –                   |
| 12. | 16 grudnia 2015   | Panorama           | Slalom          | Erik Read           | Seppi Stiegler              | Taylor Shiffrin     |
| 13. | 17 grudnia 2015   | Panorama           | Slalom          | Erik Read           | James Crawford              | Phil Brown          |
| 14. | 5 lutego 2016     | Mont-Sainte-Anne   | Gigant          | Brennan Rubie       | Marco Odermatt              | Morgan Megarry      |
| 15. | 6 lutego 2016     | Mont-Sainte-Anne   | Slalom          | Tim Kelley          | Michael Matt                | Dominik Raschner    |
| 16. | 6 lutego 2016     | Mont-Sainte-Anne   | Slalom          | Michael Matt        | Tim Kelley                  | Robby Kelley        |
| 17. | 7 lutego 2016     | Mont-Sainte-Anne   | Gigant          | Brennan Rubie       | Johannes Strolz             | Stefan Brennsteiner |
| 18. | 9 lutego 2016     | Whiteface Mountain | Gigant          | Stefan Brennsteiner | Morgan Megarry              | Brodie Seger        |
| 19. | 11 lutego 2016    | Whiteface Mountain | Supergigant     | Erik Arvidsson      | Morgan Pridy                | Morgan Megarry      |
| 20. | 12 lutego 2016    | Whiteface Mountain | Superkombinacja | James Crawford      | Erik Arvidsson              | Brennan Rubie       |
| 21. | 12 lutego 2016    | Whiteface Mountain | Supergigant     | James Crawford      | Erik Arvidsson              | Tyler Werry         |
| 22. | 12 marca 2016     | Aspen              | Zjazd           | Morgan Pridy        | Wiley Maple                 | Erik Arvidsson      |
| 23. | 13 marca 2016     | Aspen              | Zjazd           | Wiley Maple         | Jeffrey Frisch              | Erik Arvidsson      |
| 24. | 14 marca 2016     | Aspen              | Supergigant     | Tyler Werry         | Tommy Ford                  | Keith Moffat        |
| 25. | 15 marca 2016     | Aspen              | Supergigant     | Odwołano            | Odwołano                    | Odwołano            |
| 26. | 17 marca 2016     | Aspen              | Gigant          | Tommy Ford          | Ryan Cochran-Siegle         | Brennan Rubie       |
| 27. | 18 marca 2016     | Aspen              | Slalom          | Trevor Philp        | Mark Engel                  | Erik Read           |
| 28. | 20 marca 2016     | Vail Resort        | Slalom          | Erik Read           | Robby Kelley                | Phil Brown          |

### Drużynowy slalom gigant równoległy
| Data          | Miejsce | Zwycięzcy     | 2. miejsce | 3. miejsce |
| 16 marca 2016 | Aspen   | It's All Good | Team Saxe  | Eh Team    |

## Klasyfikacja generalna (po 26 z 26 konkurencji)
| Miejsce | Zawodnik            | Punkty |
| ------- | ------------------- | ------ |
| 1.      | Erik Read           | 960    |
| 2.      | James Crawford      | 748    |
| 3.      | Erik Arvidsson      | 680    |
| 4.      | Tyler Werry         | 616    |
| 5.      | Brennan Rubie       | 590    |
| 6.      | Phil Brown          | 428    |
| 7.      | Tommy Ford          | 404    |
| 8.      | Ryan Cochran-Siegle | 403    |
| 9.      | Morgan Pridy        | 393    |
| 10.     | Seppi Stiegler      | 353    |
| ...     |                     |        |
| 76.     | Michał Jasiczek     | 71     |
| 96.     | Maciej Bydliński    | 52     |

| Miejsce | Zawodnik          | Punkty |
| ------- | ----------------- | ------ |
| 1.      | Jeffrey Frisch    | 230    |
| 2.      | Erik Arvidsson    | 192    |
| 3.      | Wiley Maple       | 180    |
| 4.      | Morgan Pridy      | 168    |
| 5.      | Thomas Biesemeyer | 160    |
| 6.      | Natko Zrnčić-Dim  | 150    |
| 7.      | Tyler Werry       | 143    |
| 8.      | Drew Duffy        | 124    |
| 9.      | Andreas Romar     | 120    |
| 10.     | Brodie Seger      | 116    |
| ...     |                   |        |
| 25.     | Maciej Bydliński  | 39     |

| Miejsce | Zawodnik            | Punkty |
| ------- | ------------------- | ------ |
| 1.      | Erik Arvidsson      | 310    |
| 2.      | Tyler Werry         | 296    |
| 3.      | James Crawford      | 188    |
| 4.      | Morgan Pridy        | 185    |
| 5.      | Drew Duffy          | 122    |
| 6.      | Keith Moffat        | 117    |
| 7.      | Erik Read           | 115    |
| 8.      | Brennan Rubie       | 97     |
| 9.      | Ryan Cochran-Siegle | 87     |
| 10.     | Samuel Dupratt      | 81     |
| ...     |                     |        |
| 44.     | Maciej Bydliński    | 13     |

| Miejsce | Zawodnik            | Punkty |
| ------- | ------------------- | ------ |
| 1.      | Brennan Rubie       | 343    |
| 2.      | Tommy Ford          | 300    |
| 3.      | Giulio Bosca        | 264    |
| 4.      | Erik Read           | 262    |
| 5.      | Morgan Megarry      | 260    |
| 6.      | Ryan Cochran-Siegle | 219    |
| 7.      | James Crawford      | 188    |
| 8.      | Marco Odermatt      | 170    |
| 9.      | Stefan Brennsteiner | 168    |
| 10.     | Nicholas Krause     | 162    |

| Miejsce | Zawodnik        | Punkty |
| ------- | --------------- | ------ |
| 1.      | Erik Read       | 438    |
| 2.      | Tim Kelley      | 335    |
| 3.      | Phil Brown      | 274    |
| 4.      | Trevor Philp    | 261    |
| 5.      | Seppi Stiegler  | 236    |
| 6.      | Robby Kelley    | 230    |
| 7.      | Mark Engel      | 229    |
| 8.      | Espen Lysdahl   | 212    |
| 9.      | Michael Matt    | 180    |
| 10.     | James Crawford  | 142    |
| ...     |                 |        |
| 24.     | Michał Jasiczek | 71     |

| Miejsce | Zawodnik             | Punkty |
| ------- | -------------------- | ------ |
| 1.      | Erik Arvidsson       | 160    |
| 2.      | James Crawford       | 150    |
| 3.      | Erik Read            | 145    |
| 4.      | Tyler Werry          | 110    |
| 5.      | William St-Germain   | 85     |
| 6.      | Brennan Rubie        | 84     |
| 7.      | Kieffer Christianson | 40     |
| 7.      | Brodie Seger         | 40     |
| 9.      | Samuel Dupratt       | 36     |
| 9.      | Addison Dvoracek     | 36     |